# Stora Timrarö
Stora Timrarö är den till ytan största ön i Furusundsleden i Stockholms skärgård. Ön mäter cirka 1 × 2,5 km och höjer sig 45 meter över havsytan. Berggrunden består till stor del av intensivt röd granit.
Stora Timrarö är sedan 1700-talet känd för den goda kvaliteten på grundvatten och fartyg ankrade ofta upp här för att fylla på sina vattenförråd. Namnet Timrarö lär härstamma från ett värdshus som fanns på ön under 1600 och 1700-talen och som gav den namnet ”Zimmer insel”, senare förvanskat till Timrarön. Ön ägdes fram till 1996 av familjen Engestang. Sydvästra delen av ön bebyggdes under 60- och 70-talen med ett 30-tal sommarstugor i övrigt var ön till stora delar obebyggd och känd för de stora ytorna av orörd skärgårdsnatur. I skogen på de höga bergen på öns södra sida brukade Berguvar häcka samt att den östra sidan av vilken på södra delen av ön var en betydande lekplats för gädda fram tills exploateringen av öns norra och östra sida som inleddes under 2005-2020. 
I den sydöstra änden av ön återfinns järnåldersgravar. 
På den södra sidan av ön i finns en mindre sandstrand och badplats.